# Ordine di Vallabhabhorn
L'Ordine di Vallabhabhorn è un ordine cavalleresco thailandese. Venne istituito il 22 marzo 1919 (l’anno 2461, secondo il calendario Thai) da Vajiravudh, che regnò dal 1910 al 1925 come Rama VI. All’epoca della fondazione l’attuale Thailandia non esisteva ancora e vigeva il nome di Rattanakosin, meglio noto in Occidente come Regno del Siam.

## Classi
L’Ordine è costituito da un’unica classe e i membri potevano fregiarsi del suffisso onorifico ว.ภ.

## Insegne
Il nastro è blu con listelli laterali rossi e bianchi. La medaglia è costituita da una stella a quattro punte, alternate da raggi.